# سيرجيو جوست
سيرجيو جوست (بالإسبانية: Sergio Juste) (12 يناير 1992 بطراغونة في إسبانيا - ) هو لاعب كرة قدم إسباني في مركز الدفاع. شارك مع منتخب كاتالونيا لكرة القدم. أما مع النوادي، فقد لعب مع خيمناستيك طركونة ونادي برشلونة ب ونادي برشلونة وCF Pobla de Mafumet ‏.

## روابط خارجية
- سيرجيو جوست على موقع Soccerway.com (الإنجليزية)
- سيرجيو جوست على موقع AS.com (الإسبانية)